# Königsberger Volkszeitung
Die Königsberger Volkszeitung wurde 1893 als sozialdemokratische Zeitung für Ostpreußen von Otto Braun und Hugo Haase in Königsberg gegründet. 1897 kam Gustav Noske als Redakteur hinzu. Die Zeitung wurde 1901 in Königsberger Volkszeitung umbenannt. Als bedeutende Redakteure gelten: Adolf Bartel, Otto Wyrgatsch, Arthur Crispien, Hans Mittwoch, Werner Lufft und Wilhelm Matull. Seit Mai 1914 befanden sich die Redaktions- und Druckräume in dem neuen Gewerkschaftshaus Vorderroßgarten 61/62. 1930 erfolgte der Umzug ins Otto-Braun-Haus in der 2. Fließstraße 4/6. Im Februar 1933 wurde die Königsberger Volkszeitung verboten.